# La Maison de Personne
La Maison de Personne (Nobody's House) est une série télévisée britannique en sept épisodes de 25 minutes, créée par Derrick Sherwin et Martin Hall d’après un roman de ce dernier, et diffusée du 27 septembre au 8 novembre 1976 sur ITV1.
Au Québec, la série a été diffusée à partir du 5 novembre 1977 à la Télévision de Radio-Canada, et en France pour la première fois en décembre 1977 sur FR3 dans l'émission FR3 Jeunesse. Elle a été rediffusée le 22 décembre 1982 et en 1983 sur FR3. En Belgique, la série a été diffusée sur RTBF de juillet à août 1978.

## Synopsis
Le jeune Tom Sinclair et sa sœur Gillian s’installent avec leurs parents dans leur nouvelle demeure, un grand et vieux manoir. La rumeur prétend que l’endroit est hanté, le lieu ayant abrité, un siècle plus tôt, une maison de correction. Les Sinclair ne donnent pas foi à ces racontars, mais, bientôt, des bruits étranges et des phénomènes inexpliqués se produisent au manoir. Et voici qu’un fantôme apparaît à Tom et Gillian sous les traits d'un jeune garçon blond du XIXe siècle. Il leur explique qu’il était jadis vagabond et qu’il a trouvé la mort dans l'incendie du manoir il y a très longtemps, si longtemps qu’il ne se souvient plus de son nom. Tom et Gillian le baptisent alors du nom de "Personne". Hormis les deux enfants Sinclair, nul ne peut voir le fantôme, qui apparaît et disparaît en tirant sur sa cravate. Tous trois deviennent amis, et Personne va aider Tom et Gillian chaque fois qu’ils en auront besoin. Ils vont bientôt devoir affronter des exorcistes venus désenvoûter le manoir, ainsi que le fantôme du vieil ennemi de Personne, le sinistre Ned Silver.

## Fiche technique
- Titre original : Nobody's House
- Titre français : La Maison de Personne
- Réalisateur : Michael Ferguson
- Scénaristes : Derrick Sherwin, d'après le roman de Martin Hall (1976)
- Musique : Anthony Isaac
- Production : Tyne Tees, Margaret Bottomley
- Sociétés de production :
- Pays d'origine : Royaume-Uni
- Langue : anglais
- Nombre d'épisodes : 7 (1 saison)
- Durée : 25 minutes
- Dates de première diffusion :  Royaume-Uni : 27 septembre 1976 ;  France : décembre 1977

## Distribution
- Kevin Moreton (en) : Personne (Nobody en VO)
- Stuart Wilde (VF : Vincent Ropion) : Tom Sinclair
- Mandy Woodward : Gillian Sinclair (Gilly en VO)
- William Gaunt (en) : Peter Sinclair
- Wendy Gifford : Jane Sinclair
- Brian Wilde (en) : M. Kettner
- John Sanderson : Ned Silver

 Source et légende : version française (VF) sur RS Doublage

## Doublage en français
La bande son du doublage semble avoir disparu. Les Productions françaises Gilles de Nanteuil qui souhaitent distribuer la série en France, recherchent des personnes en possession de vidéos K7 de la version française. En effet, en France, une série ne peut être commercialisée en version originale sous-titrée uniquement. 

## Doublage en allemand
Ce feuilleton a également eu une version doublée en langue allemande.
La ZDF a diffusé pour la première fois cette série le 20 juin 1978 sous le titre Spuk im Haus.

## Épisodes
1. Fantôme à vendre (There's Nobody There)
2. La Tabatière (Nobody's Perfect)
3. Tel est pris qui croyait prendre (Nobody's Fool)
4. Assurance tous risques (Nobody's in Charge)
5. La Famille s'agrandit (Nobody Loves Me)
6. Le Bal costumé (Nobody's Family)
7. Le Fantôme disparaît (Nobody's Ghost)

## Autour de la série
Ce feuilleton, comme étaient appelées les séries à l'époque, à l'atmosphère un peu lugubre et pesante, a laissé de bons souvenirs dans la mémoire des jeunes téléspectateurs. En Angleterre, la série est sortie en DVD le 28 février 2003.

## Historique de la création
La série est adaptée du roman de Martin Hall, Nobody's House, publié en 1976 aux Éditions Armada Spinechiller Series.

### Articles annexes
- Les Fantômes du château, série britannique de 1976 sur des fantômes prisonniers d'un château.
- L'Aventure de madame Muir, film américain de 1947 sur une veuve et un fantôme.
- Madame et son fantôme, série télévisée américaine de 1968 adaptée du film L'Aventure de madame Muir (1947).